# Niassalândia
Niassalândia (ou Niassalanda) ou Protetorado da Niassalândia (/ˈnjɑ:sɑ:ˌlænd/ ou /naɪˈæsəˌlænd/) foi um protetorado britânico localizado na África, que foi criado em 1907, quando o antigo Protetorado Britânico da África Central alterou o seu nome. Entre 1953 e 1963, a Niassalândia foi parte da Federação da Rodésia e Niassalândia. Depois de a Federação foi dissolvida, Niassalândia tornou-se independente da Grã-Bretanha em 6 de julho de 1964 e foi renomeada Maláui.
A história da Niassalândia foi marcada pela perda maciça de terras comunais africanas no período colonial e a atitude negativa da administração colonial às aspirações africanas. A crescente elite instruída africana tornou-se cada vez mais vocal e politicamente ativa, primeiro através de associações, e depois de 1944, por meio do Congresso Africano da Niassalândia (NAC). Após a tentativa frustrada de John Chilembwe em 1915, as tentativas de obter a independência foram subjugadas até que a agitação sobre planos para a criação a Federação da Rodésia e Niassalândia. Isso revitalizou o NAC, sob a liderança de Hastings Banda.